# Quintanilla del Molar
Quintanilla del Molar település Spanyolországban, Valladolid tartományban.  Lakosainak száma 47 fő (2024).

## Népesség
A település népessége az utóbbi években az alábbiak szerint változott:
| Lakosok száma | 91   | 83   | 78   | 71   | 69   | 64   | 63   | 65   | 53   | 47   |
|               | 2001 | 2004 | 2007 | 2009 | 2012 | 2014 | 2017 | 2019 | 2022 | 2024 |